# Nenad Trajković
Nenad Trajković (in serbo Ненад Трајковић?; Belgrado, 18 febbraio 1961) è un allenatore di pallacanestro serbo.

## Palmarès
- Coppa di Jugoslavia: 1

Partizan Belgrado: 2000
- ABA 2 Liga: 1

Studentski centar: 2020-21